# Lyophyllum
Lyophyllum P. Karst., Acta Soc. Fauna Flora fenn. 2(1): 3, 29 (1881)
Lyophyllum è un genere di funghi basidiomiceti appartenente alla famiglia Tricolomatacee.
Vi appartengono specie simili ai Tricholoma, ma che si distinguono da questi per avere i basidi carminiofili.
Questi funghi sono leucosporei, privi di volva, con o senza anello; alcuni di essi virano al tocco.

## Sistematica
Alcuni autori hanno tolto dal genere alcune specie piuttosto piccole, a gambo sottile, di colore grigiastro ed igrofane, che inseriscono nel genere Tephrophana, mentre altri le assegnano al genere Collybia.
Alcuni altri autori ne hanno scorporato anche il genere Calocybe, formato da specie bianche, biancastre o di colori vari piuttosto vivi.

## Specie di Lyophyllum
La specie tipo è il Lyophyllum leucophaeatum (P. Karst.) P. Karst. (1881), altre specie appartenenti al genere sono:
- Lyophyllum aggregatum
- Lyophyllum connatum
- Lyophyllum fumosum
- Lyophyllum loricatum